# Burschen-Lieder
Burschen-Lieder (Studentsånger), op. 55, är en vals av Johann Strauss den yngre. Den spelades första gången den 28 maj 1848. 

## Historia
När marsrevolutionen 1848 nådde Österrike och Wien var stadens studenter och arbetare de som drog ut på gatorna och byggde barrikader för att protestera mot rikets kansler Klemens von Metternich. Johann Strauss den yngre befann sig på en konsertturné på Balkanhalvön och återkom inte till Wien förrän i slutet av maj. Han deltog inte aktivt i revolutionen men stödde studenterna genom att spela på många av deras fester under sommaren. Till en av dessa fester, en studentbal för det Kejserliga-kungliga Polytekniska institutet (dagens Technische Universität Wien), komponerade den 21-årige Strauss en vals med titeln Burschen-Lieder, som han tillägnade "Herrar Ingenjörer".
Det har inte kunnat fastställa det exakta datum då valsen framfördes för första gången men dess tillblivelse kan härledas med ackurat exakthet. Inte mindre än sju av valsens teman kan spåras tillbaka till Strauss musikaliska skissbok vid tiden: sex av dessa teman (2A, 2C, 3A, 38, 4A och 4B) återfinns på samma sida, det första av dem (3B) har daterats av kompositören till "13 juli 48". Återstoden av melodin (tema 1B) återfinns tre sidor senare. Det kan anses högst troligt att premiären skedde i slutet av juli eller början av augusti 1848. 
Strauss förläggare Pietro Mechetti gav ut det första klaverutdraget till Burschen-Lieder runt den 16 september 1848, då det den dagen kunde läsas i Wiener Allgemeine Theaterzeitung att valsen precis "givits ut" och att den "tillhör en av denne högt talangfulle kapellmästare bästa och mest utsökta kompositioner. Dessa 'Studentsånger' [ie. Burchen-Lieder], som inte endast är melodiösa utan även inbjuder till omedelbar dans, bygger på den välkända 'Fuchslied' som Herr Strauss mycket effektfullt vävt in i slutet". "Fuchs-Lied" var skälet till att valsen inte fick spelas efter att armén slagit ner revolutionen på hösten 1848. Det sägs att alla de verk (opp. 52, 54, 56-58 och 60) som Strauss komponerade under revolutionen konfiskerades av polisen. Mechettis förlag gav inte ut någon orkesterversion av valsen. Dagens version bygger på ett arrangemang utifrån klaverutdraget.

## Om valsen
Burschen-Lieder börjar med en effektfull inledning i marschtempo som not för not citerar sången Der Freiheit Schlachtruf (Frihetens stridsrop), en dikt (1812) av Ernst Moritz Arndt med musik (1818) av Albert Methfessel och med orden "Der Gott, der Eisen wachsen ließ, der wollte keine Knechte" ('Gud som lät järn växa ville inte ha några tjänare'). Det är troligt att denna avsiktligt insatta melodi fick publiken att börja sjunga under valsens inledning. I slutkodan har Strauss tagit med den allmänt kända 'Fuchslied', som hade ansetts som studenternas revolutionssång alltsedan den förekommit i Roderich Benedix komedi Das bemooste Haupt oder Der lange Israel den 1 april 1848 på Theater an der Wien. 
Speltiden är ca 8 minuter och 38 sekunder plus minus några sekunder beroende på dirigentens musikaliska tolkning.

## Weblänkar
- Dynastin Strauss 1848 med kommentarer om Burschen-Lieder.
- Burschen-Lieder i Naxos-utgåvan.

## Anmärkning
1. ↑  "Bursche" eller "Bursch" är benämningen på en student i Tyskland eller Österrike som påbörjat sitt andra år vid universitetet.
2. ↑  "Fuchs" ("Räv") är benämningen på en student i Tyskland eller Österrike som påbörja sitt första år vid universitet. Efter ett år blir han en "Bursche" eller "Bursch".
3. ↑  Freiheits-Lieder, Revolutions-Marsch, Studenten-Marsch, Liguorianer-Seufzer-Polka, Brünner-Nationalgarde-Marsch och Geisselhiebe-Polka.